# Termenul de consiliu în context european

## Cele trei accepțiuni ale termenului de Consiliu în context european
Trei organisme ale Uniunii Europene poartă denumirea de consiliu, dintre acestea doar două sunt instituții ale Uniunii Europene, în timp ce a treia nu. Vorbim în acest caz despre Consiliul European, Consiliul Uniunii Europene și Consiliul Europei. 

### Instituții ale Uniunii Europene

#### Consiliul European
Consiliul European împreună cu Parlamentul European și Consiliul Uniunii Europeane formează triunghiul decizional al Uniunii Europene. Reprezintă întrunirea Șefilor de State și Guverne (președinți și/sau primi-miniștri) ai țărilor membre UE, la care se adaugă Președintele Comisiei Europene. De cele mai multe ori Consiliul European se întrunește de două ori pe an. Este cel mai înalt organism de decizie politică al UE, motiv pentru care întrunirile sale se numesc summit-uri. În cadrul acestor întâlniri se aduc în discuție probleme ce vizează situația interațională, prin intermediul politicii externe și de securitate comune (PESC). 

#### Consiliul Uniunii Europene
Consiliul Uniunii Europene este cunoscut și sub denumirea de Consiliul Miniștrilor, deoarece acest organism este alcătuit din miniștri ai statelor UE. Președinția este deținută de fiecare stat, prin rotație, pe o durată de șase luni. Consiliul Uniunii Europene se întrunește cu regularitate pentru a lua anumite decizii și pentru a adopta legislația UE. Consiliul Uniunii Europene își împarte puterea cu Parlamentul European, acestea fiind responsabile de adoptarea bugetului Uniunii. Pe lângă aceste atribuții Consiliul poate să încheie acorduri internaționale. Deciziile luate de Consiliul sunt adoptate cu majoritate simplă, majoritate calificată sau în unanimitate, în funcție de domeniul abordat.

### Alte instituții

#### Consiliul Europei
Consiliul Europei nu este o instituție a UE. Este o organizație interguvernamentală, cu sediul în Strasbourg, ale cărei scopuri sunt protecția drepturilor omului, promovarea diversității culturale a Europei și combaterea unor probleme sociale cum ar fi xenofobia și intoleranța. Consiliul Europei este cea mai veche organizație politică a continentului, înființată în 1949, una dintre primele sale realizări a fost redactarea Convenției Europene a Drepturilor Omului. Pentru a le permite cetățenilor să-și exercite drepturile conferite prin Convenție a fost înființată Curtea Europeană pentru Drepturile Omului. În prezent Consiliul Europei reunește 47 de state, niciun stat nu a aderat la Uniune fără să nu facă parte în prealabil din acest organizm. 